# Greg Nixon
Greg Nixon (* 12. září 1981) je americký atlet, jehož specializací je běh na 400 metrů.
Většinu svých úspěchů zaznamenal ve štafetě na 4 × 400 metrů. V roce 2007 získal stříbrnou medaili na Panamerických hrách v brazilském Rio de Janeiru. O rok později na halovém MS ve Valencii získal zlatou medaili, na které se dále podíleli James Davis, Jamaal Torrance a Kelly Willie. Na šampionátu absolvoval také individuální závod. V běhu na 400 metrů však nepostoupil z úvodního rozběhu.
V roce 2010 na halovém MS v katarském Dauhá obhájilo americké kvarteto ve složení Jamaal Torrance, Greg Nixon, Tavaris Tate a Bershawn Jackson zlaté medaile z předchozího šampionátu. Druzí doběhli Belgičané, kteří byli o více než tři sekundy pomalejší.